# Dicranoptycha lataurata
Dicranoptycha lataurata là một loài ruồi trong họ Limoniidae. Chúng phân bố ở vùng nhiệt đới châu Phi.